# Poljani (istočni)
Poljani (ukr. Поляни), istočnoslavensko pleme koje je od 5. stoljeća živjelo na području današnje središnje Ukrajine uz rijeku Dnjepar. Smatra se da su bili utemeljitelji gradova Kijev (ukr. Київ), Višgorod (ukr. Вишгород), Bіlogorod (ukr. Білогород), Perejaslav (ukr. Переяслав), Kaniv (ukr. Канів) i drugih, te da su osnovali prvu kijevsku dinastiju kneževa. Grad Kijev su prema legendi osnovali Kij, Šček, Horiv i sestra Libid za koje se pretpostavlja da su pripadali poljanskom plemenu. 
Poljani su bili vrlo vješti poljodjelci, stočari i obrtnici, ujedno kulturno i tehnološki najnaprednije slavensko pleme tog vremena, a teritorij im se nalazio na raskrižju putova raznih istočnoslavenskih i drugih plemena. Često su surađivali sa skandinavskim i grčkim plemenima, prostoru između Baltičkog i Crnog mora. Poljani se smatraju ključnim slavenskim plemenom koje je zaslužno za širenje staroruske kulture širom istoka Europe, na prostorima današnje Ukrajine, Bjelorusije i zapadne Rusije.  
Sredinom 9. stoljeća Poljani su napadnuti od varjaških ratnika Askolda i Dira, koji su preuzeli kneževsku vlast u Kijevu sve do dolaska varjaškog plemića i ratnika Olega. Knez Oleg je prema dogovoru s Poljanima oslobodio kijevsko središte nakon čega je imenovan priznatim poljanskim knezom. Poljani se posljednji puta spominju 944. godine nakon čega koriste imena vezana za politički termin Rus' koji je predstavljao sinonim jedinstva varjaških i ukrajinskih plemena u okolici srednjovjekovnog Kijeva. 
Poljani iz središnje Ukrajine ne smiju se brkati sa zapadnim Poljanima, plemenu po kojima će Poljaci dobiti svoje ime.